# Mastobunus tuberculifer
Mastobunus tuberculifer is een hooiwagen uit de familie Sclerosomatidae.